# Christine Wachtel
Pour les articles homonymes, voir Wachtel.
Christine Wachtel, née le 6 janvier 1965 à Altentreptow, est une ancienne athlète est-allemande spécialiste du 800 m, distance sur laquelle elle a été vice-championne olympique derrière sa compatriote Sigrun Wodars. Elle a aussi concouru pour l'Allemagne réunifiée, obtenant notamment une médaille en relais aux Championnats du monde d'athlétisme de Tokyo.

## Palmarès

### Jeux olympiques
- Jeux olympiques de 1988 à Séoul ( Corée du Sud) 
  -  Médaille d'argent sur 800 m

### Championnats du monde d'athlétisme
- Championnats du monde d'athlétisme de 1987 à Rome ( Italie)
  -  Médaille d'argent sur 800 m
- Championnats du monde d'athlétisme de 1991 à Tokyo ( Japon)
  - 6e sur 800 m
  -  Médaille de bronze en relais 4 × 400 m (avec Uta Rohländer, Katrin Krabbe et Grit Breuer)

### Championnats du monde d'athlétisme en salle
- Championnats du monde d'athlétisme en salle de 1987 à Indianapolis ( États-Unis)
  -  Médaille d'or sur 800 m
- Championnats du monde d'athlétisme en salle de 1989 à Budapest ( Hongrie)
  -  Médaille d'or sur 800 m
- Championnats du monde d'athlétisme en salle de 1991 à Séville ( Espagne)
  -  Médaille d'or sur 800 m

### Championnats d'Europe d'athlétisme
- Championnats d'Europe d'athlétisme de 1986 à Stuttgart ( Allemagne de l'Ouest)
  - 8e sur 800 m
- Championnats d'Europe d'athlétisme de 1990 à Split ( Yougoslavie)
  -  Médaille d'argent sur 800 m

### Championnats d'Europe d'athlétisme en salle
- Championnats d'Europe d'athlétisme en salle de 1987 à Liévin ( France)
  -  Médaille d'or sur 800 m